# Dinnehosahalli, Chik Ballapur
Dinnehosahalli là một làng thuộc tehsil Chik Ballapur, huyện Kolar, bang Karnataka, Ấn Độ.